# Dick Been
Dick Been (Amsterdam, 28 dicembre 1914 – Amsterdam, 20 maggio 1978) è stato un calciatore olandese, di ruolo difensore.